# Ньан Тхун
Ньан Тхун (бирм. ဉာဏ်ထွန်း род. в 1950 году в районе Пьи) — политический, государственный и военный деятель Мьянмы, депутат Палаты представителей, бывший Вице-президент Мьянмы (2012—2016), офицер флота.
Окончил Академию оборонной службы в составе 16-го выпуска. С июня 2008 года занимал должность командующего флотом в звании адмирала. Получил звание вице-адмирала в 2010 году, а полного адмирала — в 2012.
Занял должность вице-президента после того, как его предшественник, Тин Аун Мьин У, снял с себя полномочия.
Кавалер высшей награды Союза Мьянма — Ордена Мьянмы (пьитхаунзу ситу тингаха, ပြည်ထောင်စုစည်သူသင်္ဂဟ, pjìdàʊɴzṵ sìθù θɪ̀ɴɡəha̰; 4 января 2012).
На посту командующего флотом принимал участие в заключении мира с Бангладеш и подписании договоров о сотрудничестве; развитии военных отношений с Индией, модернизации флота страны, в том числе, покупке двух фрегатов у КНР.